# Pekár Imre
Rozsnyói Pekár Imre (Rozsnyó, 1838. december 8. – Budapest, 1923. július 12.) magyar gépészmérnök, feltaláló, malomtechnológus, közgazdasági író, az MTA tagja.

## Élete
A bécsi Politechnikumban tanult, majd Karlsruhéban gépészmérnöki oklevelet szerzett. 1859–1863-ig Angliában és Párizsban dolgozott. 1864–1874 között a debreceni István-malomban „technikai felügyelő”, majd igazgató volt, közben a debreceni gazdasági tanintézetben tanított.
Ezen felül a szó szoros értelmében véve is a mindennapi kenyerünk alapját adó liszttel kapcsolatban ért el kiemelkedő eredményt. 1876. április 10-én adta be Bécsben a Sajátszerű készülékek a különféle lisztneműek megvizsgálására és összehasonlítására című szabadalmát, és 1876. július 26-án meg is kapta rá a szabadalmi oltalmat. Találmányának lényege, hogy a különféle lisztek néhány grammját egymás mellé fatáblácskákra helyezik, így kiütközik a színkülönbségük. Még szembeötlőbb a különbség, ha a mintákat vízbe mártják. E műveleteket pekározásnak nevezte el az utókor, s ez az eljárás mindmáig tájékoztatja a molnárt az őrlés rész- és végeredményéről, a liszt tisztaságáról, korpamentességéről. A nevéből származó „pekározás”, „pekározik”, „pekárdeszka”, „pekársimító” stb. fogalmak számos nyelvben megtalálhatók: a franciában: essai Pekár; a németben: pekarisieren, Pekár-Probe; az oroszban: pribor Pekara, proba Pekara.

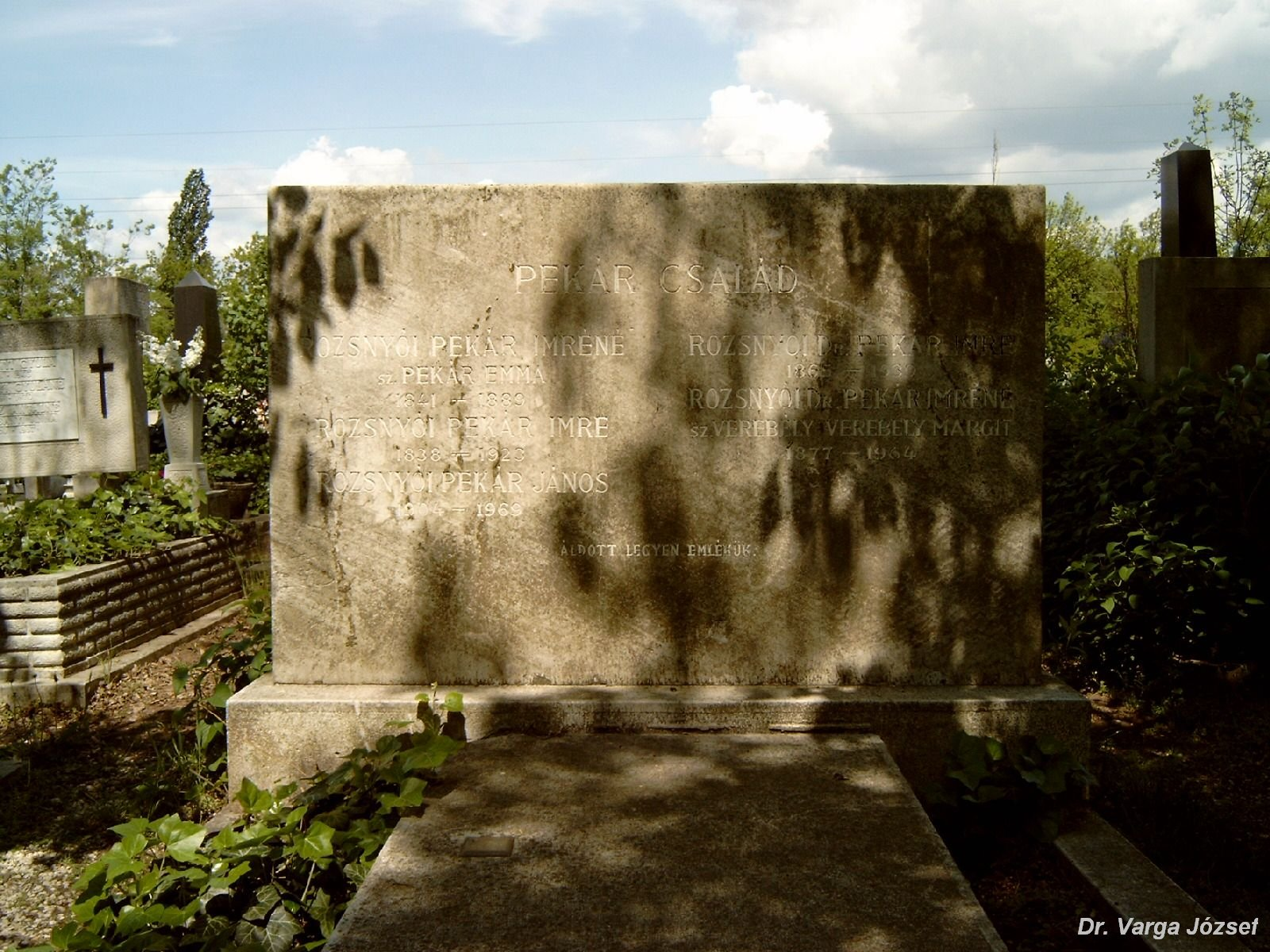
Pekár Imre sírja Budapesten. Új köztemető: 28-1-184/185.

A szabadalmával szerzett hírnévnek köszönhette, hogy 1878-ban a párizsi világkiállítás zsűrijének tagjai közé választották. A világkiállítás búzáinak elemzése alapján állította össze Földünk búzája és lisztje a tudomány, a fogyasztó, a molnár és a termelő szempontjából című, 1881-ben kiadott művét, amelyben áttekintést ad a búzafajtákról és lisztjeikről, a mezőgazdasági állapotokról és az őrlési módszerekről stb. Amerikai tanulmányútjának tapasztalatai alapján egyszerű gabonatárolók építését javasolta, és az ő tanácsai alapján épült meg 1890-ben Fiumében az első hazai amerikai rendszerű elevátor. 1882–1909-ig a Magyar Leszámítoló és Pénzváltó Bank áruosztályának vezető igazgatójaként irányította a közraktári hálózat kiépítését, és nagy része volt a Magyar Folyam- és Tengerhajózási Részvénytársaság (MFTR) létrehozásában is. 1921-ben a Magyar Tudományos Akadémia tiszteleti taggá választotta.

## Írásai
- Sajátszerű készülékek a különféle lisztneműek megvizsgálására és összehasonlítására : szabadalom. (1876)
- Földünk búzája és lisztje a tudomány, a fogyasztó, a molnár és a termelő szempontjából. (1881)

## Emlékezete
- Pekár Imre-díj